# Storbritanniens Grand Prix 1991
Storbritanniens Grand Prix 1991 var det åttonde av 16 lopp ingående i formel 1-VM 1991.

## Resultat
1. Nigel Mansell, Williams-Renault, 10 poäng
2. Gerhard Berger, McLaren-Honda, 6
3. Alain Prost, Ferrari, 4
4. Ayrton Senna, McLaren-Honda, 3 (varv 58, bränslebrist)
5. Nelson Piquet, Benetton-Ford, 2
6. Bertrand Gachot, Jordan-Ford, 1
7. Stefano Modena, Tyrrell-Honda
8. Satoru Nakajima, Tyrrell-Honda
9. Pierluigi Martini, Minardi-Ferrari
10. Emanuele Pirro, BMS Scuderia Italia (Dallara-Judd)
11. Gianni Morbidelli, Minardi-Ferrari
12. Mika Häkkinen, Lotus-Judd
13. JJ Lehto, BMS Scuderia Italia (Dallara-Judd)
14. Johnny Herbert, Lotus-Judd (55, oljetryck)

### Förare som bröt loppet
- Mark Blundell, Brabham-Yamaha (varv 52, motor)
- Andrea de Cesaris, Jordan-Ford (41, snurrade av)
- Jean Alesi, Ferrari (31, kollision)
- Aguri Suzuki, Larrousse (Lola-Ford) (29, kollision)
- Thierry Boutsen, Ligier-Lamborghini (29, motor)
- Martin Brundle, Brabham-Yamaha (28, gasspjäll)
- Michele Alboreto, Footwork-Ford (25, transmission)
- Mauricio Gugelmin, Leyton House-Ilmor (24, chassi)
- Roberto Moreno, Benetton-Ford (21, växellåda)
- Eric Bernard, Larrousse (Lola-Ford) (21, transmission)
- Ivan Capelli, Leyton House-Ilmor (16, snurrade av)
- Riccardo Patrese, Williams-Renault (1, kollision)

### Förare som ej kvalificerade sig
- Érik Comas, Ligier-Lamborghini
- Stefan "Lill-Lövis" Johansson, Footwork-Ford
- Fabrizio Barbazza, AGS-Ford
- Gabriele Tarquini, AGS-Ford

### Förare som ej förkvalificerade sig
- Olivier Grouillard, Fondmetal-Ford
- Nicola Larini, Lambo-Lamborghini
- Eric van de Poele, Lambo-Lamborghini
- Pedro Matos Chaves, Coloni-Ford